# Bitwa pod Himsem (1281)
Bitwa pod Himsem – starcie zbrojne, które miało miejsce 29 października 1281. Była to bitwa pomiędzy armią mongolskich Ilchanidów pod dowództwem Mongkego Temura i sprzymierzonymi chrześcijanami, a armią sułtana mameluków Kalawuna.
29 października 1281 roku obie armie spotkały się pod Himsem. Dowództwo nad centrum armii mongolskiej sprawował Temur, na lewej flance stali inni książęta mongolscy, a na prawej stanowiska zajęły posiłkowe oddziały gruzińskie, a także król Małej Armenii Leon III i joannici. Prawym skrzydłem muzułmanów dowodził Al-Mansur Muhammad, Kalawun dowodził natomiast centrum składającym się z wojsk egipskich i oddziałów damasceńskich. Lewą flankę zajęły wojska północnosyryjskie i turkmeńskie.
Bitwa rozpoczęła się pogromem Mongołów na lewym skrzydle chrześcijan. Po utracie kontaktu z centrum, siły mongolskie zachwiały się na całej linii. W jednej z szarż ranny został Temur, który wydał rozkaz odwrotu. Leon armeński odcięty od sił mongolskich za cenę ogromnych strat przebił się na północ. Muzułmanie jednak nie podjęli pościgu, gdyż sami również ponieśli duże straty. Mongołowie wycofali się poza rzekę Eufrat, która odtąd stanowiła granicę pomiędzy dwoma mocarstwami – sułtanatem mameluków i państwem ilchanów.